# زیردریایی تیپ ۲۱۲
زیردریایی تیپ ۲۱۲ (به انگلیسی: Type 212 submarine) یک زیردریایی است که طول آن 56 m (183.7 ft) می‌باشد.